# 科爾德斯普林 (新澤西州)
科爾德斯普林（英語：Cold Spring）是位於美國新澤西州開普梅縣的非建制地區。

## 歷史
科爾德斯普林的郵局於1802年設立，其後於1934年停運。

## 地理
科爾德斯普林所處的海拔為高於海平面5米（即16英呎），而該地所採用的時區為UTC-5，即北美东部时区（EST）。同時該地設有夏令時間，為UTC-5調快一小時，即UTC-4（EDT）。